# Discopus buckleyi
Discopus buckleyi là một loài bọ cánh cứng trong họ Cerambycidae.